# Група спеціальних операцій

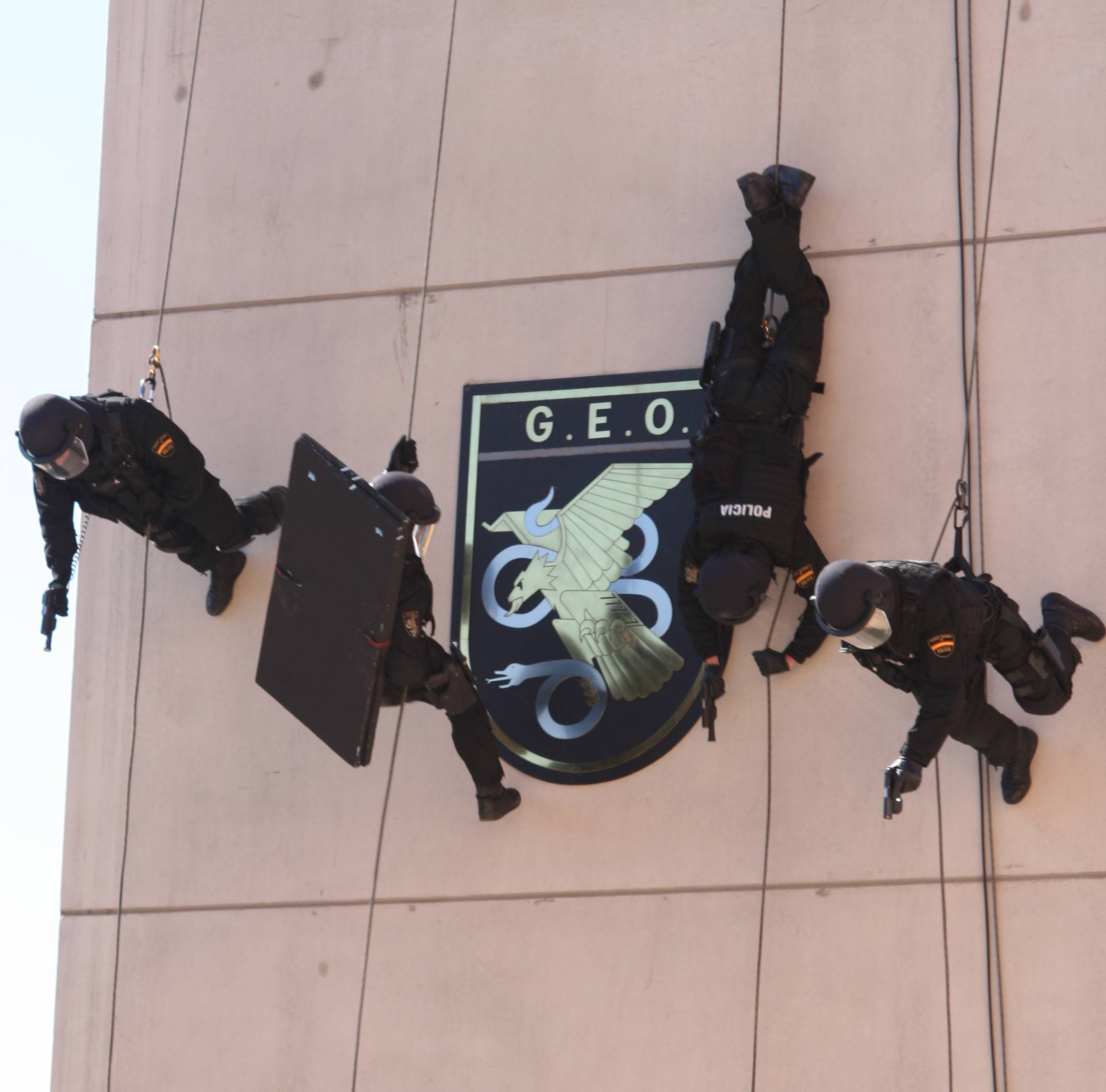
Бійці підрозділу на фоні емблеми

GEO (абр. від ісл. Grupo Especial de Operaciones, укр. Група спеціальних операцій) — спеціальний підрозділ Корпусу національної поліції Іспанії, відомий серед населення, як «Los Geos».  Підрозділ спеціалізуються на проведенні операцій з високим ступенем ризику, таких як звільнення заручників, державна охорона, боротьба з тероризмом, затримання особливо небезпечних злочинців, охорона VIP-персон. Штаб-квартира GEO розташована в Гвадалахарі, а самі вони базуються в Мадриді. Також GEO беруть участь у деяких конфліктах на Близькому Сході, забезпечуючи безпеку громадян та високопосадовців Іспанії, або виконуючи місії з порятунку цивільних.
GEO разом з Unidad Especial de Intervención (UEI) Цивільної гвардії Іспанії, входить до складу мережі ATLAS, яка об'єднує всі спеціальні антитерористичні підрозділи країн Європейського Союзу. GEO протягом своєї історії та операцій продемонстрували високу підготовку та кваліфікацію своїх співробітників, будучи одними з найкращих підрозділів спеціальних операцій в Європі та світі. GEO також навчають спеціальні підрозділи Іспанії та інших країн, а також проводять спільні курси та тренування.

## Історія
Ідея про необхідність такого підрозділу почала формуватися в поліцейських органах у відповідь на зростання насильства, яке відбулося в 1970-х роках, наприклад, викрадення та вбивство ізраїльської спортивної делегації в олімпійському селищі Мюнхена під час Олімпійських ігор 1972 року та наступна різанина в мюнхенському аеропорту. Цей трагічний результат змусив уряд ФРН задуматися про створення антитерористичного підрозділу з  спеціальними засобами та підготовкою, і таким чином виник GSG9 федеральної поліції та багато інших подібних підрозділів у інших європейських поліцейських органах.
Що стосується Іспанії, насильство з боку ЕТА, яке до 1968 року обмежувалося пропагандою та нападами на об'єкти та будівлі, різко зросло в середині 1970-х років, включаючи замах на Карреро Бланко. До цього додалося поява в 1975 році ще однієї терористичної групи GRAPO, першою акцією якої стало вбивство чотирьох поліцейських.
18 жовтня 1977 рок був створений спецпідрозділ GEO за наказом тодішнього міністра внутрішніх справ Родольфо Мартіна Вілья, який був прийнятий через кілька годин після того, як німецький антитерористичний підрозділ GSG 9 в аеропорту Могадішо звільнив літак Lufthansa, викрадений за 5 днів до цього Палестинським фронтом визволення. Корпус національної поліції вже давно пропонувала створити підрозділ такого типу, але їй не вдавалося добитися його затвердження міністерством.
Командування новоствореним підрозділом було доручено капітану піхоти Ернесто Гарсія-Кіхада Ромеро, а другим заступником був призначений капітан інженерів Хуан Сенсо Галан, який перейняв командування після загибелі попереднього в автокатастрофі. Капітан Сенсо також загинув у ДТП під час виконання службових обов'язків, і командування перейняв капітан піхоти Карлос Олгардо Мартін, який продовжував його виконувати після підвищення до звання майора. Окрім вищезгаданих, першими офіцерами підрозділу стали лейтенанти піхоти Енріке Естебан Пендас і Рафаель Роель Фернандес.
В 2002 році GEO разом з Unidad Especial de Intervención (UEI) Цивільної гвардії Іспанії увійшли до європейської антитерористичної мережі ATLAS.
5 квітня 2008 року GEO відзначило своє 30-річчя. У святкуванні взяв участь колишній очільник Національної поліції та Цивільної гвардії. Під час урочистостей відбулися різноманітні навчання, такі як штурм будівлі, дії за умов влаштування засідки в зоні конфлікту, затримання з використанням собак тощо.

## Структура
Кістяк спецпідрозділу становить оперативний відділ (ісп. Sección Operativa), що нараховує близько сотні бійців. Він розділений на дві оперативні групи, кожна з яких ділиться на дві підгрупи. Кожна підгрупа включає до свого складу три команди (ланки) по п'ять бійців — зазвичай GEO і діє такими командами. У ланці кожен боєць проходить спеціальну підготовку з того чи іншого напрямку — так, зазвичай до складу команди входять фахівець по проникненню в приміщення, снайпер, спеціаліст з придушення снайперів, фахівець із застосування спецзасобів і водолаз. Загальна підготовка дозволяє бійцям будь-якої спеціальності виконувати найрізноманітніші завдання.

## Уніформа
| Уніформа           |           |           |           |
|                    |           |           |           |
| Навчальна (старий) | Навчальна | 1978-1990 | 1990-нині |